# Valhallarinken
Valhallarinken, tidigare Scandinaviums träningshall och Wallenstamhallen, är en ishall i Göteborg. Hallen används främst som träningsarena för ishockeylaget Frölunda HC. Hallen ägs av Got Event AB och ligger i centrala Göteborg, på Valhallagatan, mellan Scandinavium och Valhallabadet.
Förutom ishockey används arenan även för bandy, curling, hockeybockey, konståkning, skridsko och broomball.
Byggnaden som ishallen inryms i är ihopbyggd med Valhalla sporthallar. 